# 法國足球 (雜誌)
法國足球（France Football ）是法國的一份足球雜誌。為雙周刊。法國足球是歐洲具有最佳聲譽的體育雜誌之一，以其的攝影作品、數據統計和歐洲聯賽的報道而聞名。於1946年創刊。
法國足球雜誌是金球獎的合作伙伴，亦是每年金球獎的官方公布媒體。此外法國足球還會每年評選出該年的法國年度最佳球員。

## 外部連結
- 法國足球 （页面存档备份，存于）